# Campotéjar
Campotéjar település Spanyolországban, Granada tartományban. Campotéjar Montejícar, Iznalloz és Noalejo községekkel határos. Lakosainak száma 1245 fő (2024).

## Népesség
A település népessége az elmúlt években az alábbi módon változott:
| Lakosok száma | 1431 | 1408 | 1467 | 1420 | 1380 | 1317 | 1286 | 1237 | 1228 | 1245 |
|               | 2001 | 2004 | 2006 | 2009 | 2011 | 2014 | 2016 | 2019 | 2021 | 2024 |